# Цзоюэцзы

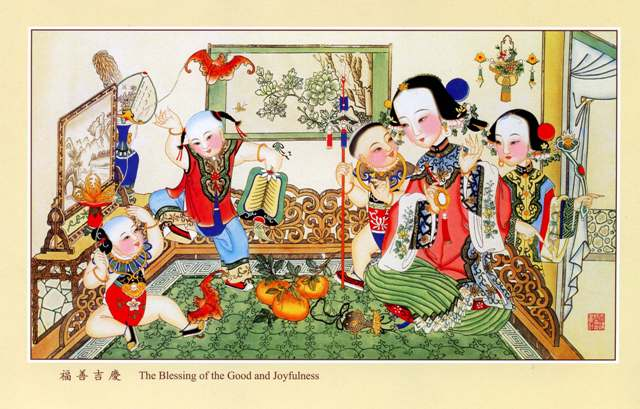
Изображение китайской матери, сидящей на ложе в окружении детей

Цзоюэцзы (кит. 坐月子, пиньинь zuòyuèzi) — китайский обычай накладывания ограничений на родившую женщину в первый месяц после родов; включает диету и запрет на перемещения вне дома, мытьё головы и тела, хождение по ступеням, шитьё, а также на нахождение на сквозняке или ветру. Распространён в материковом Китае, на Тайване, во Вьетнаме, в Корее, Малайзии. В качестве объяснения данной практики используется утверждение о чрезвычайной слабости материнского организма. Цзоюэцзы завершается обрядом отмечания первого месяца со дня рождения ребёнка (кит. трад. 彌月, упр. 弥月, пиньинь míyuè, палл. миюэ).

## История
Первое упоминание о цзоюэцзы встречается в трактате «Ли цзи», глава «Домашний закон» (кит. трад. 禮記內則篇, упр. 礼记内则篇, пиньинь lǐjì nèizé piān), датируемом I веком нашей эры. Там жене предписывается избегать мужа три месяца после родов, не разговаривать с ним и не видеться.
Исторически цзоюэцзы практиковали только в богатых семьях, где женщина могла позволить себе не работать, в бедных продолжительность отдыха сильно сокращали.
Представители Коммунистической партии Китая и Всекитайской федерации женщин многократно публично одобряли практику цзоюэцзы, в особенности запрет на физическую работу.

## Обоснование
Цзоюэцзы проистекает из концепции инь и ян: женщина считается средоточием «холодного» и слабого начала «инь», а после родов особенно слаба и «холодна», так как ей «недостаёт» элемента ян. Из-за этого любое прикосновение к холодному или дуновение воздуха считается крайне вредным. Кроме того, в китайской традиции утверждается, что кровянистые послеродовые выделения из влагалища могут принести неудачу и разозлить богов.

## Диета
Цзоюэцзы предполагает строгую диету (запрещено употреблять холодную пищу и воду, солёное, острое, чай, кофе, алкоголь, морепродукты, гусятину, твёрдую и жёсткую пищу в целом), желательные продукты — курятина, кунжут, бульоны, считаются связанными с началом «ян».
Сразу после родов мать кормят жареными яйцами с кунжутным маслом, и с этого начинается цзоюэцзы. Со времён Мин матерей, проходящих цзоюэцзы, кормят особым супом под названием «шэнхуатан» (кит. трад. 生化湯, упр. 生化汤, пиньинь shēnghuàtāng), в который входят травы Angelica sinensis, Ligusticum wallichii, Glycyrrhiza uralensis, персиковые косточки, обжаренный имбирь, вино хуанцзю, вода и другие ингредиенты. Практикующие традиционную медицину считают, что употребление этой жидкости примерно со второго по 12 день после родов позволяет скорее остановить послеродовое кровотечение. Другие два известные подобные блюда — суп с китайским гуттаперчевым деревом и почками, а также курица, жареная в кунжутном масле (кит. трад. 蔴油雞, упр. 麻油鸡, пиньинь máyóujī, палл. маюцзи).

## Поведение
Запрещены следующие действия: посещение чужих домов, храмов, чтение молитв, покидание дома вечером, хождение по ступеням, расчёсывание волос, шитьё, действия сексуального характера, ношение тяжестей, работа на кухне, плач, чтение книг, мытьё волос и тела в ванне (разрешается только протирать тело смоченной в травяном настое тканью или губкой), прикосновения к холодной воде и нахождение в потоке воздуха.
Во время прохождения ритуала о родившей традиционно заботится свекровь (в обычной жизни невестка прислуживает свекрови).

## Современное состояние

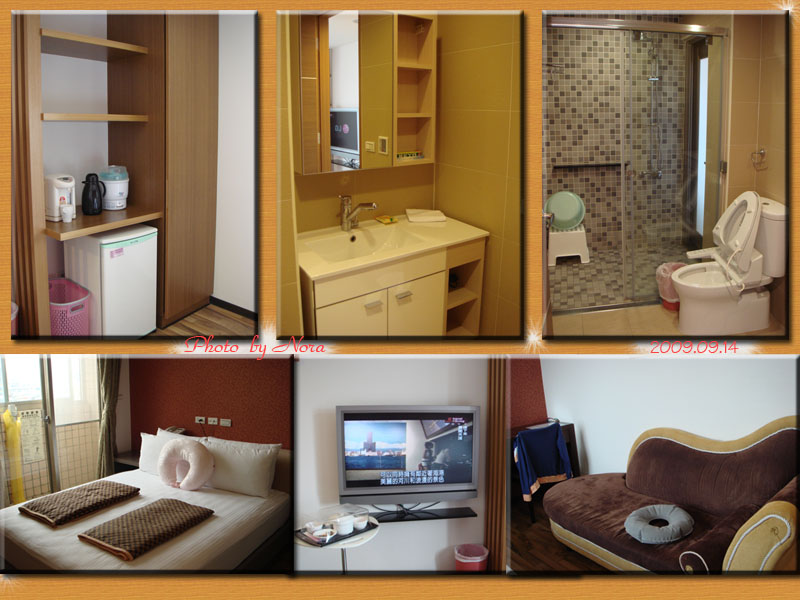
Интерьер медицинского центра, предоставляющего услуги проведения цзоюэцзы

Продолжительность цзоюэцзы примерно соответствует медицинскому «послеродовому периоду» в 4—6 недель, на протяжении которого регенерируют и уменьшаются в объёме ткани матки, излечиваются разрывы промежности и восстанавливается потерянная в родах кровь.
Некоторые из обрядов этого периода имеют медицинские обоснования: предлагаемая особая еда для цзоюэцзы имеет высокую питательную ценность и содержит много витамина А и железа; ограничения на перемещения и работу помогают не перетруждаться после родов; другие же приписывают суевериям.
Существуют центры традиционной китайской медицины, позволяющие устроить цзоюэцзы в более «научной и современной» манере (фактически это санатории для недавно родивших), зачастую утверждается, что пребывание в них уменьшает шанс появления послеродовой депрессии, однако исследование 2009 года показало, что в некоторых обстоятельствах (если уход за родившей оказывает свекровь, а также если сама родившая считает цзоюэцзы бесполезным) проведение данного ритуала может удваивать вероятность развития депрессии.